# Brauerei Wimmer
Die Brauerei Wimmer ist eine Bierbrauerei in der niederbayerischen Gemeinde Bruckberg im Landkreis Landshut.

## Produktionsmengen
Die Brauerei hatte 2008 eine Bier-Jahresproduktion von 8000 Hektolitern. An alkoholfreien Getränken werden 2000 Hektoliter jährlich hergestellt.

## Produkte
Die Produktpalette umfasst die Biersorten Bruckberger Hell, Bruckberger Pils, Bruckberger Festbier, Bruckberger Dunkel, Bruckberger Weißbier, Bruckberger Leichtes Helles. Abgefüllt wird jeweils in Kronkorkenflaschen.

## Sonstiges
Die Brauerei ist Mitglied im Brauring, einer Kooperationsgesellschaft privater Brauereien aus Deutschland, Österreich und der Schweiz.

## Zeltverleih
Zusätzlich wird seit 1960 ein Verleih von Zelten für 150 bis zu 5500 Personen betrieben.